# وادع (اسم)
وادع هو اسم علم مذكر من أصل عربي، ومعناه هو بصيغة اسم الفاعل الساكن المطمئن.

## وصلات خارجية
- موسوعة السلطان قابوس لأسماء العرب